# Dallocardia senticosa
Dallocardia senticosa is een tweekleppigensoort uit de familie van de Cardiidae. De wetenschappelijke naam van de soort is voor het eerst geldig gepubliceerd in 1833 door G.B. Sowerby I.
Rechter en linker klep van hetzelfde exemplaar:

Rechter klep
Linker klep